# Pierre Boutelleau
Pierre Boutelleau est un homme politique français né le 8 octobre 1756 à Cognac (Charente) et mort le 28 septembre 1838 à Paris.

## Biographie
Propriétaire à Cognac, il est député de la Charente de 1808 à 1815.